# Furnarius
Furnarius is een Zuid-Amerikaans geslacht van zangvogels uit de familie ovenvogels (Furnariidae).

## Soorten
Het geslacht kent de volgende acht soorten:
- Furnarius cinnamomeus – Pacifische ovenvogel
- Furnarius cristatus – Kuifovenvogel
- Furnarius figulus – Witbandovenvogel
- Furnarius leucopus – Bleekpootovenvogel
- Furnarius longirostris – Caribische ovenvogel
- Furnarius minor – Kleine ovenvogel
- Furnarius rufus – Rosse ovenvogel
- Furnarius torridus – Bleeksnavelovenvogel